# Klaus Möhle

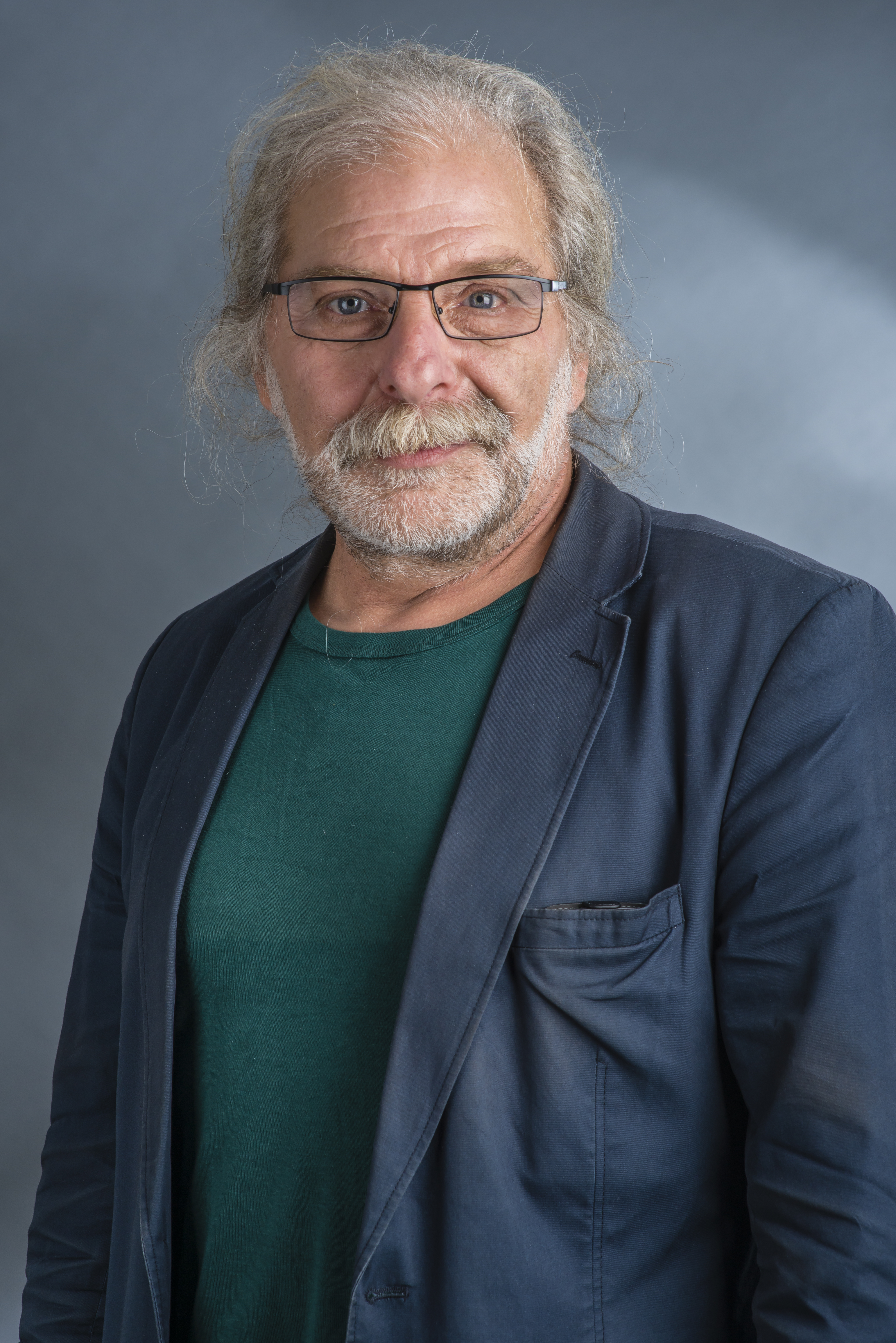
Klaus Möhle, 2015

Klaus Möhle (Klaus-Dieter Alfred August Möhle) (* 23. Oktober 1952 in Bremen) ist ein Bremer Politiker (SPD). Er war Abgeordneter der Bremischen Bürgerschaft.
Er ist ledig und wohnt in Bremen - Obervieland.

## Biografie

### Familie, Ausbildung und Beruf
Möhle, Sohn  aktiver Sozialdemokraten, wuchs in einer Pflegefamilie auf. Er absolvierte eine Ausbildung zum Klempner und Installateur, später zum Feinmechaniker. Seit 1990 ist er als selbständiger Handwerker im Bereich der Altbausanierung tätig.

### Politik
Über den Kommunistischen Bund Bremen (KBB), seine Nachfolgeorganisation Kommunistischer Bund Westdeutschland (KBW) und die Friedens- und Anti-Atomkraft-Bewegung kam er zu den Grünen.
Er war von 1996 bis 1999 Abgeordneter in der Bremischen Bürgerschaft und wieder von 2003 bis 2019. 

In der Bürgerschaft war er vertreten im 
Ausschuss für Angelegenheiten der Häfen im Lande Bremen,
Haushalts- und Finanzausschuss (Land und Stadt),
Rechnungsprüfungsausschuss (Land und Stadt),
Jugendhilfeausschuss,
Landesjugendhilfeausschuss und im
Betriebsausschuss „KiTa Bremen“ sowie in der
staatlichen und städtischen Deputation für Soziales, Kinder und Jugend.

Er ist sozialpolitischer Sprecher der SPD-Fraktion und Sprecher der Sozialdeputation.
Er war 1996 bis 1999 der arbeitsmarktpolitische Sprecher der grünen Bürgerschaftsfraktion und bis September 2009 ihr wirtschafts- und hafenpolitischer Sprecher. 1999 bis 2003 war er Landesvorstandssprecher der Bremer Grünen. Er versteht sich als Vertreter der Sozialen Marktwirtschaft, wobei er den Schwerpunkt bei sozialen Aspekten setzt. Weiterhin unterstützt er Klein- und Kleinstunternehmen und Existenzgründungen. Bei der Bundestagswahl 2005 und der Bundestagswahl 2009 kandidierte er erfolglos im Bundestagswahlkreis Bremen II – Bremerhaven. In der Folge einer Wahl des stellvertretenden Fraktionsvorsitzenden der Bürgerschaftsfraktion trat er aus der Partei aus und blieb zunächst parteiloser Abgeordneter.
Nachdem er der SPD beitrat, wurde er am 17. Juni 2010 in die SPD-Bürgerschaftsfraktion aufgenommen.
Er war Sprecher für Sozialpolitik der SPD-Fraktion.

### Weitere Mitgliedschaften
- Möhle ist Vereinsvorsitzender im Verein Grüner Weidedamm e. V.
- Mitglied im Aufsichtsrat der Bremer Investitions-Gesellschaft (BIG)
- Mitglied im Vorstand der Bremer Verbraucherzentrale,
- Mitglied im Bremer Forum für Lebensqualität.

## Veröffentlichung
- Klaus D. Möhle: Marxismus – Verengung der Sichtweise ? Wie Stalin aus dem dialektischen Materialismus ein formelmäßig einengendes System schuf. In: Kommunismus und Klassenkampf. Nr. 5/1982, Seite 30–42 (aus der Endphase des KBW)